# Ryan Owens
Ryan Andrew Owens (* 29. September 1995 in Aspley Guise) ist ein ehemaliger britischer Bahnradsportler.

## Sportliche Laufbahn
Ryan Owens stammt aus einer Radsportfamilie; sein Vater sowie sein Großvater waren Radrennfahrer. Er selbst begann im Alter von elf Jahren mit dem Radsport und begann mit 16, Rennen zu bestreiten. 2011 wurde er britischer Vizemeister im Einzelzeitfahren der Kategorie unter 16. Eine schwere Wadenverletzung setzte ihn 2012 allerdings elf Monate außer Gefecht. 2013 wurde er Dritter der britischen Junioren-Meisterschaft im Keirin. Im Jahr darauf begann er ein Studium an der Loughborough University und dominierte im Mai 2015 die britischen Universitätsmeisterschaften, bei denen er dreimal Gold gewann. Dabei stellte er zwei neue Rekorde dieser Meisterschaften auf.
Zu dieser Zeit fuhr Owens nahezu 600 Meilen wöchentlich zwischen dem Lee Valley Velodrome und dem Derby Velodrome zu Trainingszwecken hin und her. 2015 wurde er in das Trainingsprogramm von British Cycling aufgenommen und zog nach Manchester, dem Standort des nationalen Trainingscenters.
2016 wurde Ryan Owens als Ersatzfahrer für die Olympischen Spiele in Rio de Janeiro nominiert, kam aber nicht zum Einsatz. Im selben Jahr wurde er mit Jack Carlin und Joseph Truman U23-Europameister im Teamsprint. Das Trio gewann später im Jahr die beiden ersten Läufe des Bahnrad-Weltcups in Apeldoorn und in Glasgow. 2017 wurde er gemeinsam mit Carlin und Truman U23-Europameister im Teamsprint. Im Jahr darauf gewann er jeweils Silber im Teamsprint bei den Weltmeisterschaften (mit Carlin und Truman) sowie bei den Commonwealth Games (mit Truman und Philip Hindes). Bei den Weltmeisterschaften 2020 wurde er im Teamsprint Vizeweltmeister mit Carlin und Kenny.
Bei den Olympischen Spielen in Tokio errangen die britischen Männer – Jason Kenny und Jack Carlin – die Silbermedaille hinter der Mannschaft aus den Niederlanden. Bei den Commonwealth Games 2022 wurde er mit Hamish Turnbull und Truman Zweiter im Teamsprint.
Im April 2024 erklärte Owens seinen Rücktritt vom Leistungsradsport, da er nach Abschluss seines Studiums der Betriebswirtschaftslehre einer beruflichen Karriere den Vorrang geben wolle.

## Erfolge
2016
- Bahnrad-Weltcup in Glasgow – Teamsprint (mit Jack Carlin und Joseph Truman)
- Bahnrad-Weltcup in Apeldoorn – Teamsprint (mit Jack Carlin und Joseph Truman)
- Europameisterschaft – Teamsprint (mit Jack Carlin und Joseph Truman)
- Europameister (U23) – Teamsprint (mit Jack Carlin und Joseph Truman)

2017
- Europameister (U23) – Teamsprint (mit Jack Carlin und Joseph Truman)
- Britischer Meister – Sprint, Teamsprint (mit Jack Carlin, Joseph Truman und Joel Partington)

2018
- Weltmeisterschaft – Teamsprint (mit Jack Carlin und Jason Kenny)
- Commonwealth Games – Teamsprint (mit Philip Hindes und Joseph Truman)
- Britischer Meister – Teamsprint (mit Jack Carlin, Philip Hindes und Jason Kenny)

2019
- Britischer Meister – Teamsprint (mit Jack Carlin, Philip Hindes und Jason Kenny)
- Europaspiele (mit Jack Carlin, Jason Kenny und Joseph Truman)
- Europameisterschaft – Teamsprint (mit Jack Carlin und Jason Kenny)

2020
- Britischer Meister – Teamsprint (mit Jason Kenny und Philip Hindes)
- Weltmeisterschaft – Teamsprint (mit Jack Carlin und Jason Kenny)

2021
- Olympische Spiele – Teamsprint (mit Jason Kenny und Jack Carlin)

2022
- Commonwealth Games – Teamsprint (mit Hamish Turnbull und Joseph Truman)